# Nicolás Lindley López

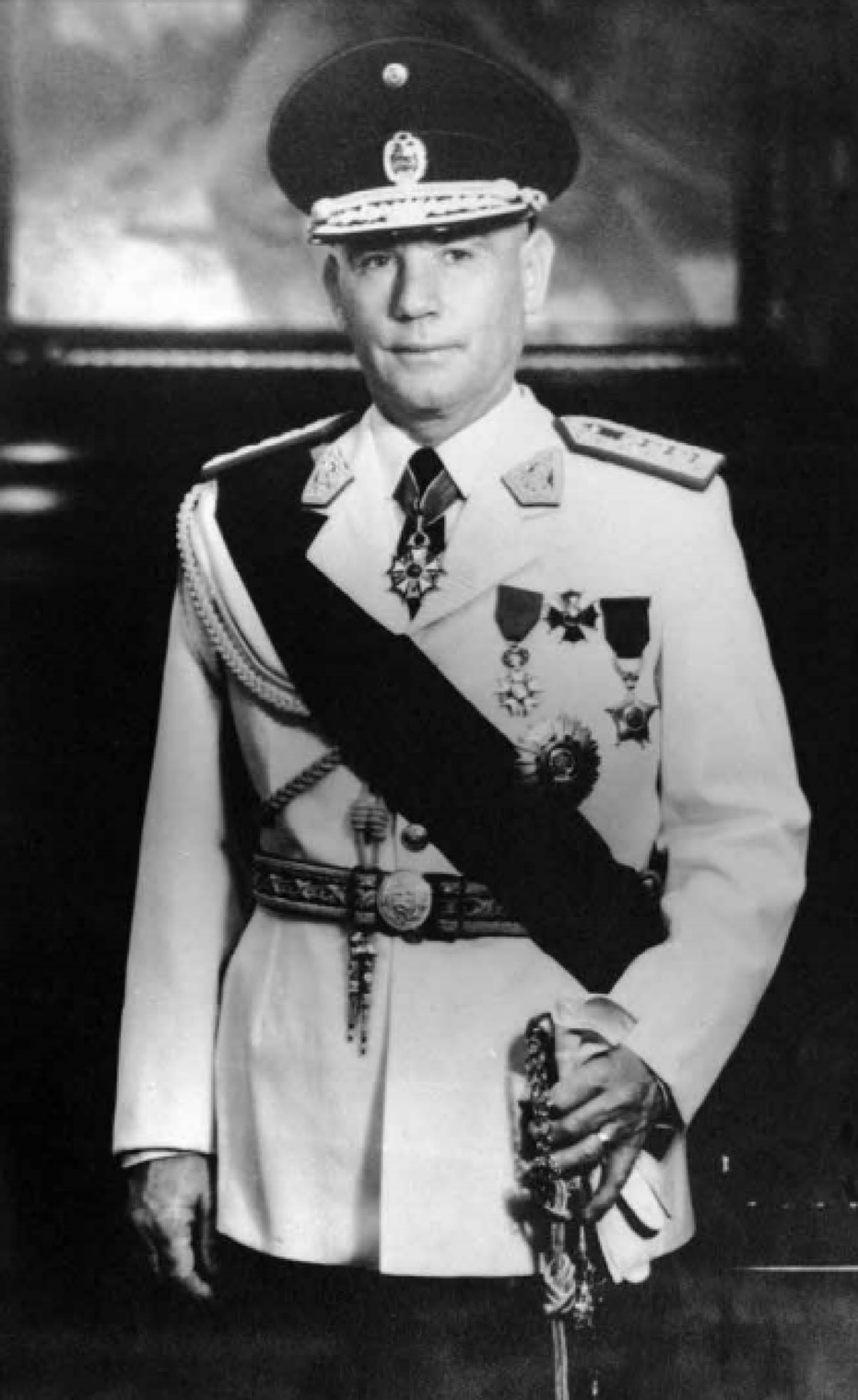
Nicolás Lindley (1908–1995)

Nicolás Lindley López (* 16. November 1908 in Lima; † 3. Februar 1995 ebenda), Militär und Politiker, war im Jahr 1963 für einige Monate an der Spitze einer Militärjunta Staatschef von Peru.

## Leben

### Ausbildung und Aufstieg
Sein Studium absolvierte Lindley am „Anglo-Peruanischen Kolleg“. Ab 1926 besuchte Lindley die Militärschule in Chorillos bei Lima und promovierte dort 1930. Er machte im Militär Karriere und wurde im August 1960 Generalkommandeur des peruanischen Heeres.

### Junta und Präsidentschaft
Gemeinsam mit Ricardo Pérez Godoy führte Nicolás Lindley im Juli 1962 einen Staatsstreich gegen Präsident Manuel Prado y Ugarteche durch. Die Putschisten installierten eine Militärjunta, welche die Ausrichtung von Neuwahlen und die Übergabe der Macht an eine neue Zivilregierung betrieb. Zunächst führte Pérez die Junta an und Lindley war Verteidigungsminister. Als Pérez Bestrebungen erkennen ließ, sich länger als ursprünglich geplant an der Macht halten zu wollen, entmachtete ihn Lindley im März 1963 und wurde selbst zum neuen Staatschef. Nach Durchführung der Neuwahlen übergab Lindley am 28. Juli 1963 wie geplant an seinen vom Volk gewählten Nachfolger Fernando Belaúnde Terry.
Von 1964 bis 1975 war Lindley peruanischer Botschafter in Spanien.